# Achmed Akkabi
Achmed Akkabi (Den Haag, 3 oktober 1983) is een Nederlands acteur, presentator, schrijver en producent van Marokkaanse afkomst.
Akkabi is vooral bekend geworden door zijn rollen als Appie in Het Huis Anubis, als Bram Amezian in Moordvrouw en als De Paus in Mocro Maffia, waarvoor hij tevens als scenarist en showrunner optreedt. Naast zijn werk in televisieseries heeft Akkabi ook meegespeeld in bekende Nederlandse speelfilms, zoals Alibi, Rabat en Soof 2. Daarnaast heeft hij het kinderprogramma AVRO KunstQuest gepresenteerd en heeft hij in reclamespotjes van Albert Heijn de rol van Rachid de vakkenvuller vertolkt. 
Als producent heeft hij de series Mocro Maffia en Sihame bedacht en is hij eigenaar van de Amsterdamse filmproductiemaatschappij “TEBBERNEKKEL”, een label van FremantleMedia.

## Levensloop
Akkabi werd geboren in Den Haag als kind van Marokkaanse ouders. Hij heeft twee oudere broers en drie jongere zusjes. In 2009/2011 zat hij in het tweede jaar van de Toneelacademie in Maastricht.

## Carrière
Zijn carrière begon door zijn (populairste) rol van Appie In Het Huis Anubis (2006 - 2009) 
In 2008 presenteerde Akkabi het kinderprogramma KunstQuest bij de AVRO.
Vanaf 2012 speelde Akkabi in de RTL 4-serie Moordvrouw en was hij te zien in het Human-improvisatieprogramma De vloer op. In 2014 was hij te zien in de VARA-miniserie De Deal. In de Rtl5 serie Bluf speelde hij Phillip, een pokerspeler.
Hij deed samen met Fockeline Ouwerkerk mee aan het RTL 4-programma Dance Dance Dance. De twee bereikten hierin de finale. In 2017 vertolkte Akkabi de hoofdrol van Hassan in de bioscoopfilm Broeders.
In 2018 schreef Akkabi de misdaadserie Mocro Maffia, waarin hijzelf het karakter 'de Paus' speelde. In 2021 maakte hij een spin-off op die serie, dit werd een miniserie die verscheen onder de naam Mocro Maffia: Komtgoed. In 2022 tot en met 2024 bedacht hij de spin-offs Mocro Maffia: Meltem, Mocro Maffia: Tatta en Mocro Maffia: Taxi.
In 2022 bedacht Achmed de achtdelige-serie Sihame voor de KRO-NCRV.
In 2022 tekende Akkabi een exclusieve first look deal bij Amazon Prime Video.
In 2023 was hij te zien in de Videoland-documentaire Mocro Maffia De Showrunner.

## Prijzen
- 2008 Winnaar Platina Film Anubis en het Pad der 7 Zonden
- 2012 Nominatie Rembrandt Awards Beste Nederlandse Acteur Rabat
- 2016 Nominatie Gouden Televizierring Zilveren Televisie-Ster Beste Acteur Moordvrouw
- 2018 Winnaar Hashtag Award Mocro Maffia Beste Video On Demand
- 2018 Nominatie Gouden Kalf Beste Acteur Broeders
- 2018 Nominatie Zilveren Krulstaart Mocro Maffia
- 2019 Nominatie Gouden Kalf Beste Televisiedrama Mocro Maffia seizoen 1
- 2020 Nominatie Gouden Kalf Beste televisiedrama Mocro Maffia seizoen 2
- 2021 Nominatie Kees Holierhoek Scenarioprijs Mocro Maffia[7]
- 2021 Winnaar Gouden Kalf Beste Televisiedrama Mocro Maffia seizoen 3
- 2021 Winnaar CFAP Prijs Mocro Maffia[8]
- 2021 Nominatie Gouden Televizierring Mocro Maffia
- 2022 Winnaar Video Award Beste Video On Demand Mocro Maffia
- 2023 Nominatie Kees Holierhoek Scenarioprijs Sihame[9]

## Theater
- In theaterstuk Gina en Omar (van Ger Beukenkamp) speelde hij de Algerijnse jongen Omar.
- Akkabi maakte deel uit van de Rotterdamse theatergroep Rotterdams Lef.

## Trivia
- Akkabi moest afscheid nemen van zijn rol als Appie in Het Huis Anubis, omdat hij ging studeren aan de Toneelacademie in Maastricht.
- Rapper Abel (Abelmanbroer) bracht in 2018 een nummer uit met de naam Achmed Akkabi.
- Akkabi is door de lezers van het blad Esquire uitgeroepen tot best geklede man van 2016.